# ميهالي كوزما
ميهالي كوزما ، من مواليد 1 نوفمبر 1949 ، لاعب كرة قدم هنغاري سابق.
لعب مع منتخب هنغاريا لكرة القدم.

## وصلات خارجية
- ميهالي كوزما على موقع قاعدة بيانات كرة القدم.إي يو (الإنجليزية)
- ميهالي كوزما على موقع ناشيونال فوتبول تيمز (الإنجليزية)
- ميهالي كوزما على موقع عالم كرة القدم.نت (الإنجليزية)
- ميهالي كوزما على موقع أوليمبيديا (الإنجليزية)